# Sumi
Sumi (także Sumi san, 수미산문/須彌山門)) – koreańska szkoła sŏn, jedna z 9 górskich szkół sŏn.
Założycielem tej szkoły był mistrz sŏn Chinch'ŏl Iŏm (870–936). W 896 r. udał się do Chin razem z Hyŏngmim (864–917), Pŏpgyŏngiem Kyŏngyu (871–921) i Taekyŏngiem Yŏŏmem (862–930), gdzie praktykowali chan u mistrza Yunju Daoyinga (zm. 902), ucznia wybitnego mistrza chan Dongshana Liangjiego, założyciela szkoły caodong. Po otrzymaniu przekazu Dharmy od mistrza chan Yunju Daoyinga ze szkoły caodong Iŏm w 911 r. powrócił do Silli.
Nowa koreańska szkoła była więc odpowiednikiem chińskiej tradycji caodong (kor. chodong). Była to jedyna szkoła z dziewięciu, która nie pochodziła od mistrzów szkoły hongzhou, czyli uczniów Mazu Daoyi.
Nowa tradycja została założona w klasztorze Kyŏngjo na górze Sumi w Haeju, na zachód od Kaegyŏng. Klasztor ten został wybudowany pod patronatem króla T'aejo, założyciela dynastii Koryŏ.
W 1356 r. wszystkie szkoły sŏn zostały zjednoczone pod nazwą chogye przez wybitnego mistrza sŏn T'aego Pou (1301-1382).

## Linia przekazu Dharmy zen
Pierwsza liczba oznacza liczbę pokoleń mistrzów od 1 Patriarchy indyjskiego Mahakaśjapy.
Druga liczba oznacza liczbę pokoleń od 28/1 Bodhidharmy, 28 Patriarchy Indii i 1 Patriarchy Chin.
Trzecia liczba oznacza początek nowej linii przekazu w danym kraju.
- 36/9 Yaoshan Weiyan (751–834)
  - 37/10 Yunyan Tansheng (770–841)
    - 38/11 Dongshan Liangjie (807–869) szkoła caodong
      - 39/12 Yunju Daoying (zm. 902)
        - 40/13/1 Chinch'ŏl Iŏm (869–936) szkoła sumi – Korea
          - 41/14/2 Ch'ŏgwang (bd) (Hŏgwang?)
          - 41/14/2 Toin (bd)
          - 41/14/2 Kyŏngsŭng (Kyŏngsung) (bd)
          - 41/14/2 Hyŏngjo (Hyŏnjo) (bd)
          - 41/14/2 Hyŏngmi (bd)